# West Kittanning
West Kittanning es un borough ubicado en el condado de Armstrong en el estado estadounidense de Pensilvania. En el año 2000 tenía una población de 1,199 habitantes y una densidad poblacional de 1,157.3 personas por km².

## Geografía
West Kittanning se encuentra ubicado en las coordenadas 40°48′44″N 79°31′48″O / 40.81222, -79.53000.

## Demografía
Según la Oficina del Censo en 2000 los ingresos medios por hogar en la localidad eran de $32,850 y los ingresos medios por familia eran $41,458. Los hombres tenían unos ingresos medios de $31,587 frente a los $22,708 para las mujeres. La renta per cápita para la localidad era de $18,112. Alrededor del 7.5% de la población estaba por debajo del umbral de pobreza.